# Cyperus mapanioides
Cyperus mapanioides är en halvgräsart som beskrevs av Charles Baron Clarke. Cyperus mapanioides ingår i släktet papyrusar, och familjen halvgräs. Inga underarter finns listade i Catalogue of Life.